# Simona Ercolani
Simona Ercolani (Roma, 20 ottobre 1963) è un'autrice televisiva e produttrice televisiva italiana, vincitrice nel 2001 del Premio Flaiano per televisione e radio come produttrice del programma Sfide.

## Biografia
È registrata all'anagrafe come Simonetta ma è sempre chiamata Simona.
Simona Ercolani, produttrice, autrice e regista, è amministratore delegato e direttore creativo di Stand by me, società di produzione audiovisiva con sede a Roma, da lei fondata nel 2010. Dall’aprile del 2020, Stand by me è entrata a far parte di Asacha Media Group, in cui Simona Ercolani ricopre il ruolo di Chief Creative Officer Entertainment, Factual & Kids.
Il suo esordio in TV risale al 1991 con il programma Storie vere (Rai 3). In seguito è inviata di Chi l'ha visto? (Rai 3, 1991-1996) e autrice del rotocalco di attualità Passioni (Rai 2, 1997-1998).
Nel 1998 ha ideato Sfide (Rai 3), programma insignito nel 2001 del Premio Flaiano per la migliore trasmissione televisiva e Ghirlanda d'onore 2002 per la regia TV per la puntata Luci a San Siro.
Dal suo esordio in avanti ha collaborato a numerosi programmi di intrattenimento per il prime time di Rai, Mediaset, Fox e Sky. Dal 2010 al 2012 è stata tra gli autori del Festival di Sanremo (Rai 1). 
Nel dicembre del 2021 ha diretto e prodotto per Netflix la docuserie Stories of a generation con Papa Francesco ispirata a Sharing the Wisdom of Time (La Saggezza del tempo), il libro scritto da Papa Francesco a cura di Antonio Spadaro. 
Ha creato DI4RI, la prima serie tv italiana per ragazzi prodotta da Netflix, e Jams, la serie tv per ragazzi che nel 2019 ha vinto il Pulcinella Awards come “Miglior serie tv internazionale per ragazzi” e il Content Innovation Awards come “Miglior programma live action kids”, e I cavalieri di Castelcorvo. Nel 2022 ha ideato per Rai Kids Crush, una collana originale di serie tv per ragazzi- Su Rai Gulp sono andate in onda Crush - La storia di Stella e Crush, la storia di Tamina. 
Ha prodotto le docuserie Dottori in corsia e Nuovi Eroi, e la serie televisiva Il nostro generale di Lucio Pellegrini con Sergio Castellitto, andata in onda in prima serata su Rai1. 
Nel 2020, per il suo impegno e il suo lavoro di produttrice e autrice, è stata insignita del titolo di Cavaliere dell'Ordine al Merito della Repubblica Italiana dal Presidente Sergio Mattarella.

## Filmografia

### Produttrice
- Alive: Storie di sopravvissuti – serie TV documentario, 11 episodi (2013-2014)
- La vita è una figata! – miniserie TV, 6 episodi (2017)
- Mental – serie TV, 8 episodi (2020)
- Io, una giudice popolare al Maxiprocesso - docufilm (2020)
- Il nostro generale - serie TV, 8 episodi (2023)

### Sceneggiatrice
- Sara e Marti - Il Film (Sara e Marti), regia di Emanuele Pisano (2019)
- Jams – serie TV, 50 episodi (2019)
- I cavalieri di Castelcorvo – serie TV, 15 episodi (2020)

### Soggetto
- Io, una giudice popolare al Maxiprocesso - docufilm (2020)

## Programmi televisivi
- Una parola di troppo (Rai 2, 2021)
- Naked Attraction Italia (Discovery+, 2021)
- Una pezza di Lundini (Rai 2, 2020)
- È sempre mezzogiorno (Rai 1, 2020)
- Nuovi Eroi (Rai3, 2019),
- Apri e Vinci (Rai2, 2019), Nuovi Eroi
- Jams (Rai Gulp 2019)
- Primo Appuntamento (Real Time, dal 2017 al 2019)
- Dottori in Corsia – Ospedale Pediatrico Bambino Gesù (Rai 3, 2018)
- Prima dell’Alba (Rai 3, 2018-2019)
- L’Italia del Treno (History Channel, 2018)
- Sara&Marti (Disney Channel e Rai Gulp, 2018)
- Igor il Russo (Tv8, 2018)
- Non Disturbare (Rai 1, 2018)
- Iconic Woman (Fox Life, 2018)
- Love Me Gender (LaEffe, 2018)
- Le Verità Nascoste (Nat Geo, 2018)
- Love Dilemma (Real Time, 2018)
- Il Condannato – Cronaca di un sequestro (Rai 3, 2018)
- Ivan, lo zar della pallavolo (Italia 1, 2018)
- Lettori – i Libri di una Vita (LaEffe, dal 2016 al 2018)
- Ci vediamo in tribunale (Rai 2, dal 2017 al 2018)
- La vita è una figata (Rai 1, 2017)
- Gogglebox (Italia 1, dal 2016 al 2017)
- Primo appuntamento (Real Time, 2017)
- I Ragazzi del Bambino Gesù' (Rai3, 2017)
- Alta infedeltà (Real Time, dal 2015 al 2017)
- 16 anni e incinta (MTV, dal 2013 al 2017)
- Emozioni (Rai 2, dal 2010 al 2016)
- Alive – La forza della vita (Rete 4, dal 2013 al 2015)
- Mammoni - Chi vuole sposare mio figlio? (Italia 1, 2012)

## Opere
- Sara e Marti. Londra, restare o tornare, Mondadori Electa 2019
- I ragazzi del Bambino Gesù, Rizzoli 2017
- Sfide. Lo sport come non l'avete mai letto, Milano, Rizzoli, 2006. ISBN 88-17-01268-8